# Pedro Asúa Mendía
Pour les articles homonymes, voir Mendía.
Pedro Asúa Mendía (né le 30 août 1890 - décédé le 29 août 1936) est un prêtre espagnol, victime des persécutions religieuses lors de la guerre d'Espagne. Reconnu martyr de la foi par l'Église catholique, il est vénéré comme bienheureux. 

## Biographie
D'abord architecte, métier qu'il exerça de 1915 à 1919, c'est seulement à l'âge de 29 ans qu'il prend la décision de devenir prêtre. Après des études au séminaire de Vitoria, il est ordonné le 14 juin 1924. 
Nommé à la tête de la paroisse de son village natal, Balmaseda, il sera aussi l'architecte diocésain. C'est ainsi qu'il dirigera la construction du séminaire. Il se distingue des autres prêtres par son apostolat dynamique et sa profonde vie spirituelle. Il prend son ministère sacerdotal à cœur et dira lui-même : « Je suis prêtre, toujours prêtre et prêtre partout ». 
Lorsque les persécutions religieuses sévissent en Espagne lors de la guerre civile, il poursuit ses activités pastorales malgré de nombreuses perquisitions et arrestations. Le 25 août 1936, après avoir dit la messe, il est contraint de fuir, mais il est arrêté et fusillé quelques jours plus tard, le 29 août 1936. 

## Béatification et canonisation
- 1960 : ouverture de la cause en béatification.
- 27 janvier 2014 : le pape François lui reconnaît le titre de martyr de la foi et signe le décret de béatification.
- 1er novembre 2014 : cérémonie de béatification célébrée à la cathédrale Santa Maria de Vitoria-Gasteiz par le cardinal Angelo Amato au nom du pape. Sa fête liturgique est fixée au 29 août[1].